# Darkspace
Darkspace est un groupe de black metal ambient suisse, originaire de Berne. Formé en 1999, Darkspace fait usage d'éléments de fixations spatiales[C'est-à-dire ?] et de musique minimaliste.

## Biographie
Darkspace est formé en 1999 à Berne par Wroth (Paysage D'Hiver), Zorgh et Zhaaral.
Trois ans plus tard, après la démo Dark Space -I en 2002, le groupe publie en 2003 son premier album studio Dark Space I en édition limitée à 500 exemplaires ; Dark Space I est ensuite publié en 2006 au label Avantgarde Music. En 2005, le groupe publie Dark Space II,.
En 2008, Dark Space III marque le retour du groupe : formant avec cet album une sorte de synthèse des deux premiers disques, Darkspace sort l'opus qui le propulse définitivement sur le devant de la scène underground. Cet album fut encensé par les critiques du genre. Une chanson du groupe[Laquelle ?], tirée de l'album Dark Space III, est utilisée en ouverture du DVD du Hellfest 2009[réf. nécessaire]. Dans la chanson Dark 3.15 à 1:03, le groupe utilise un sample qui est en fait le son de SOS de la base Icarus 1 dans le film Sunshine. Dans la chanson Dark 3.16 à 2:33, le sample vocal est tiré du film Prince of Darkness de John Carpenter.
Respectant l'hypothétique règle de l'attente d'un nombre d'années égal au numéro d'album, initialement intitulé Dark Space IV est annoncé pour 2012,. En 2012, le groupe participe au Hellfest. En 2014, le groupe sort finalement le quatrième volet de sa série Dark Space, intitulée Dark Space III I.
Zorgh a quitté le groupe en 2019.
En janvier 2022, le label Season of Mist annonce la signature du groupe, avec la réédition des anciens albums.
A l'automne 2023, le groupe annonce la sortie d'un nouvel album, intitulé -II, pour une sortie le 13 février 2024.

## Style musical
(29 octobre 2018).
Le style musical de Darkspace est relativement difficile d'accès. Dark Space -I, première démo du groupe, comporte deux chansons dépassant les 10 minutes chacune. Le groupe présente à l'auditeur le concept qu'il y développe : l'espace. Dark Space I est considéré[Par qui ?] comme le véritable chef-d'œuvre du groupe : long, il dispense des atmosphères uniques au groupe[réf. nécessaire]. Dark Space II suscite le même engouement.
Le fait qu'au début de leur carrière, leurs albums aient été très difficiles à acquérir renforcent l'image de groupe fantôme dont jouit Darkspace. Le visuel des albums contrastant avec ceux du black metal classique (réutilisant les thèmes de la neige, du froid, des légendes et des cultes) par leur minimalisme et leur dessin énigmatique a également conduit a plusieurs interrogations. Selon Wroth dans le magazine Metallian, ce visuel représente « une créature de l'espace [...] symbolisant le son de Darkspace[réf. nécessaire]. » D'un autre côté, un an a suffi pour sortir Dark Space I, deux ans pour Dark Space II, et trois ans pour Dark Space III. Bien que le groupe ne se soit jamais exprimé sur leur sujet, il affirme au magazine Metallian que « la créativité ne pouvait nullement être forcée[réf. nécessaire]. »

## Image
Darkspace jouit d'une certaine aura de mystère l'entourant. Avec le recul, cela peut s'expliquer par l'absence d'informations sur les membres du groupe (on connait seulement le véritable nom de Wroth), par le fait qu'ils n'ont quasiment jamais donné d'interviews (une seule dans le magazine français Metallian et qu'ils ne donnent de concerts qu'à de (très) rares occasions, seulement deux ou trois fois par an. Dans l'interview donnée au magazine Metallian, Wroth contribue grandement à épaissir cette aura. En effet, pour lui, Darkspace ne fait que « transformer en une créature sonore les signaux spatiaux qu'[il] entend et reçoit[réf. nécessaire]. »
Darkspace ne se produit qu'à de très rares occasions. Le mythe du groupe tient également du fait que les premières places de concerts étaient vendues par les membres eux-mêmes: il fallait leur écrire, et ils envoyaient les places par courrier : un billet totalement opaque, seul le logo du groupe inscrit dessus, le tout dans une enveloppe totalement noire. Cette légende (le groupe ne s'est jamais exprimé à ce sujet) a donc conforté l'image de groupe peu commun de Darkspace. En concert, le groupe utilise un seul éclairage bleu et de nombreuses fumées, ne laissant presque pas distinguer les membres. Le groupe s'est produit pour la première fois en France le 9 mai 2009, dans le cadre du festival Black Metal Is Rising V à la Locomotive de Paris. Le groupe était en tête d'affiche en compagnie de Setherial, Celestia, Nefarium, Azziard, ou encore Orakle[réf. nécessaire].
En 2019, la bassiste Zorgh quitte la formation. C'est aussi à ce moment que le groupe prend ses distances avec le label Avantgarde Music, sans donner d'autres nouvelles jusqu'en octobre 2022 où Yhs est annoncé comme nouveau membre.
Le groupe se produit en 2023 dans des festivals comme le Prophecy Fest à Balve (Allemagne), Cosmic Void Festival à Londres (Royaume-Uni), ou le Samhain Festival à Maastricht (Pays-Bas) et y présente un nouveau morceau qui sort en album au mois de février 2024 sur le label Season Of Mist. Intitulé Dark Space -II, ce dernier ne contient qu'un seul morceau de 47 minutes : "Dark -2.-2" en référence direct à la première démo du groupe, qui semble vouloir signifier un nouveau départ à rebours de la précédente discographie.

## Membres
Actuels
- Zhaaral – guitare, chant[2]
- Wroth – guitare, chant[2]
- Yhs – basse, chant

Anciens
- Zorgh (1999-2019) – basse, chant[2]

## Discographie

### Albums studio
- 2003 : Dark Space I
- 2005 : Dark Space II
- 2008 : Dark Space III
- 2014 : Dark Space III I
- 2024 : Dark Space -II

### Démo
- 2002 : Dark Space -I (rééditée en 2012)